# Saint-Laurent-en-Beaumont
Saint-Laurent-en-Beaumont är en kommun i departementet Isère i regionen Auvergne-Rhône-Alpes i sydöstra Frankrike. Kommunen ligger i kantonen Corps som tillhör arrondissementet Grenoble. År 2022 hade Saint-Laurent-en-Beaumont 419 invånare.

## Befolkningsutveckling
Antalet invånare i kommunen Saint-Laurent-en-Beaumont
Referens:INSEE